# Senne Guns

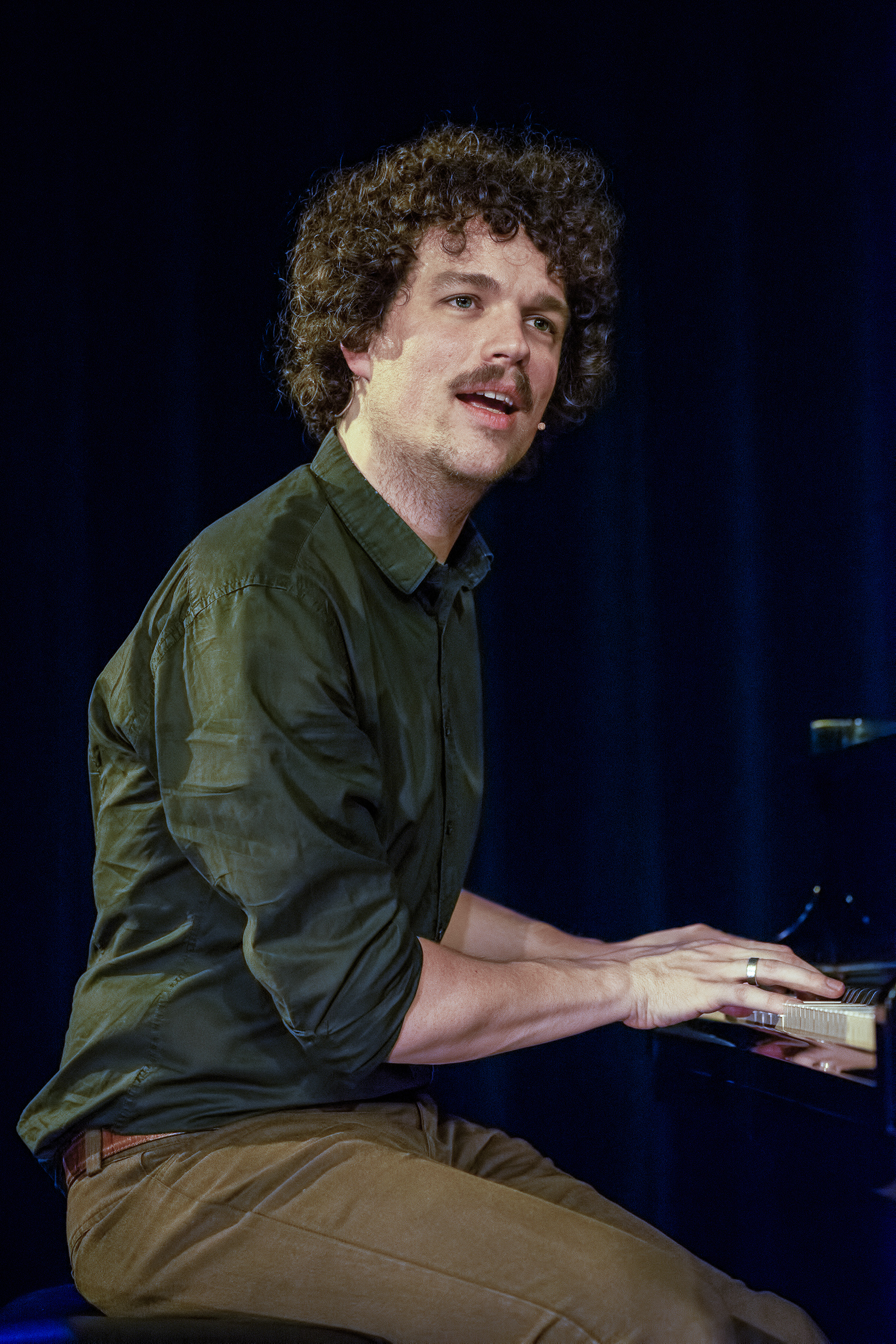
Senne Guns in 2020

Senne Guns (Wilrijk, 15 februari 1986) is een Belgische muzikant (pianist, componist, zanger), die vanaf 2011 ook Nederlandstalige liedjes schrijft en zingt. 

## Carrière
Guns begon zijn bekende muzikale carrière bij de band Tomàn, waar hij toetsenist was. In 2010 begon hij solo onder zijn eigen naam. Hij toerde in 2011 met Spinvis.
In 2021 deed hij mee de begeleiding van Popquiz, een muziekquiz op VTM. Sinds 2023 is hij muzikant bij Amai zeg wauw! op VRT 1.

## Discografie

### Bij Tomàn
- 2002:  Yeti (demo)
- 2003:  Eiffel (demo)
- 2003:  It Is Important For The Experiment That You Continue (demo)
- 2004:  Malin Head (album – 6 tracks)
- 2005:  Catchin' A Grizzly Bear – lesson 1 (album)
- 2006:  Perhaps We Should Have Smoked The Salmon First (album)
- 2009:  Where Wolves Wear Wolf Wear (album)
- 2012:  Postrockhits Volume II (album)

### Bij Mortier
- 2019:  Mortier (album)

### Als Senne Guns
- 2011:  Hoera voor de eleboe (album)
- 2014:  Zon (album)
- 2014:  Beter EP

## Erkenning
- 2011: 2de plaats op de Nekka-Wedstrijd
- 2011: genomineerd voor de MIA's (categorie 'Nederlandstalig')
- 2013: 27ste plaats in de Radio 1 top 100 van Belgische nummers